# Флорида

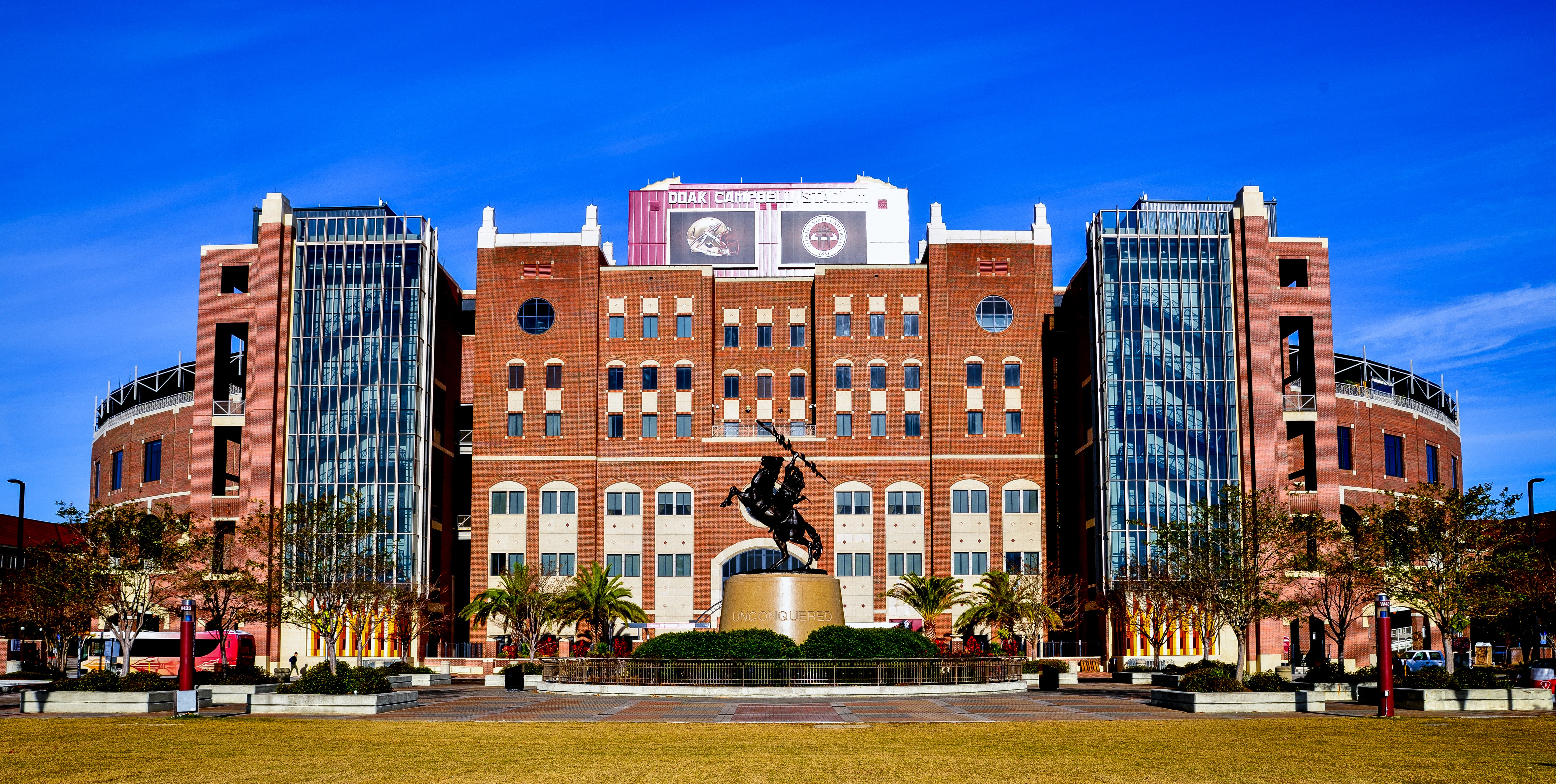
Стадіон Флоридського державного університету в Таллахассі, столиці штату

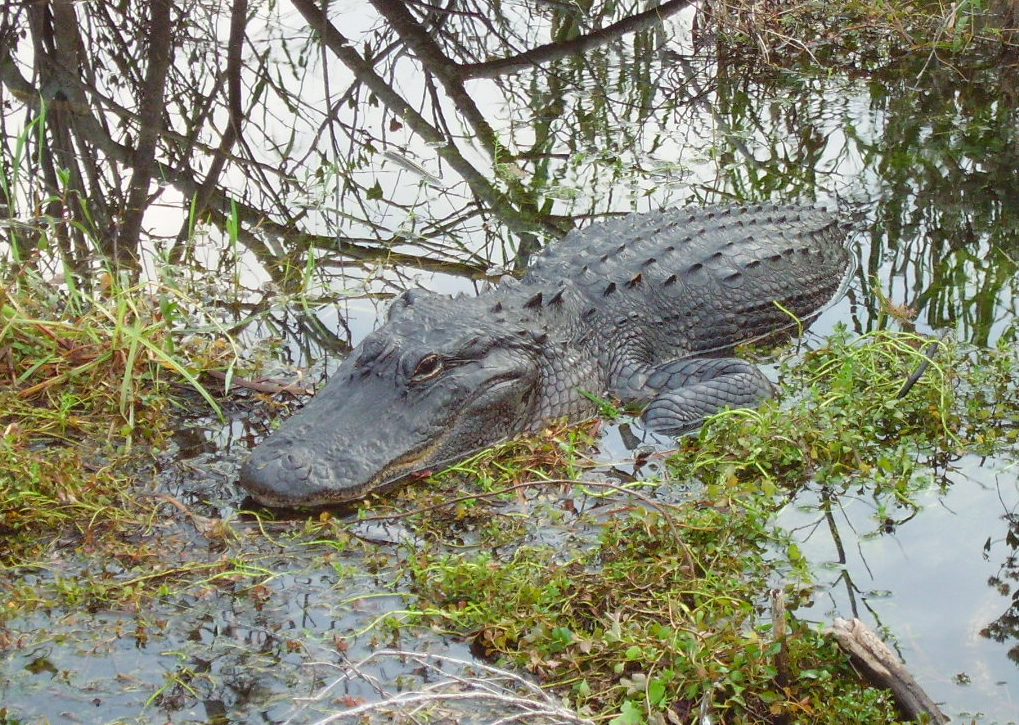
Алігатор в Еверглейдс

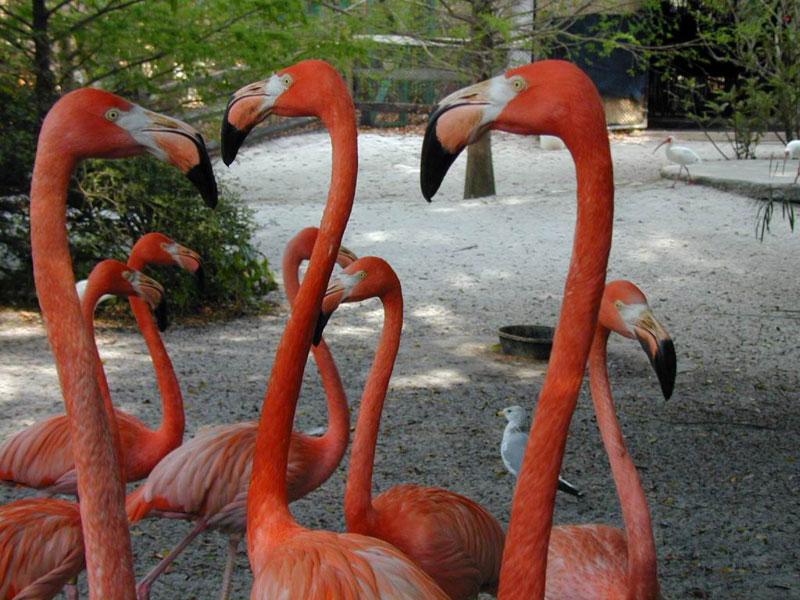
Червоні фламінго на півдні Флориди

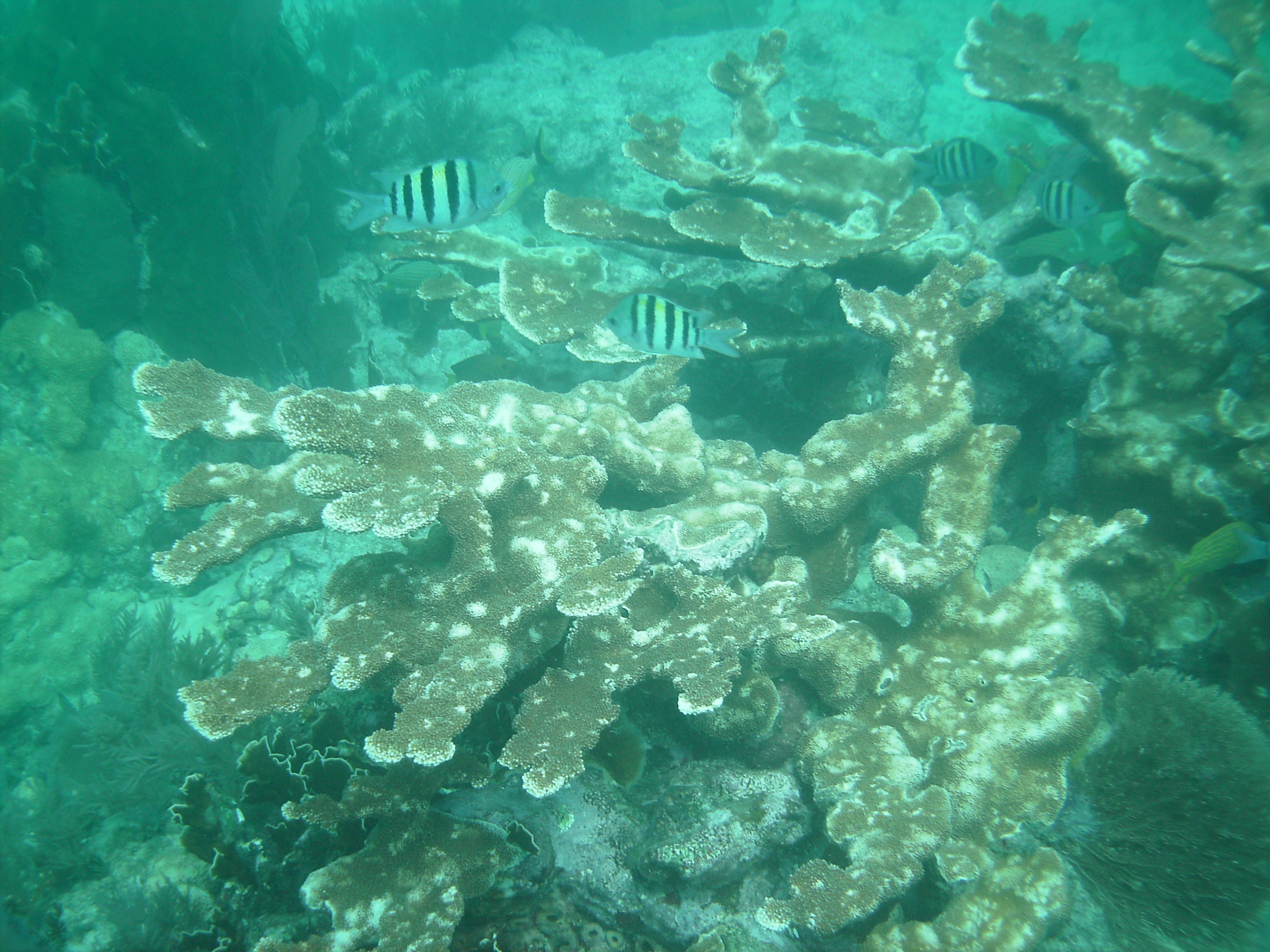
Корали Acropora palmata біля Кі-Ларго

Фло́ри́да (англ. Floridaⓘ від ісп. florida — «квітуча») — штат на південному сході США; столиця — місто Таллахассі.
Розташований на півострові з однойменною назвою між Мексиканською затокою на заході та Атлантичним океаном на сході, з півдня омивається Флоридською протокою. На півночі межує зі штатами Алабама та Джорджія. Морські кордони проходять вздовж всього півострова, охоплюючи території на північ від нього та групу островів Флорида-Кіс на південь.
Населення — 21,538,187 осіб. (2020 рік): 3-й за чисельністю населення штат США (після Каліфорнії та Техасу).
Площа території — 170 304 км²: 22-й за площею території штат США.
Найбільше місто — Джексонвілл, великі міста — Маямі, Тампа, Орландо.

## Історія
До прибуття в Америку європейців півострів був заселений індіанцями тімукуа (зникли в XVIII столітті), калуса та семінолами. Іспанський конкістадор Хуан Понсе де Леон, який висадився тут в 1513 році, оголосив територію володінням іспанської корони та нарік півострів la tierra florida («квітуча земля»). Першим містом у Флориді було засноване в 1564 році місто Сан-Агустін (нині Сейнт-Огастін). За Паризьким мирним договором (1763) Велика Британія обміняла в Іспанії Флориду на Гавану, однак поступилася півостровом іспанцям за підсумками Американської війни за незалежність (1775—1783).
У XVIII столітті крики та йємассі здійснили спустошливі набіги на Флориду, жертвами яких стали в основному місцеві індіанські племена, що повністю зникли (залишки були переселені іспанцями на Кубу).
24 жовтня 1818 року міністр закордонних справ Іспанії подав Адамсу на розгляд пропозицію щодо територіальних поступок Іспанії на користь Сполучених Штатів, а також ініціативу взаємної відмови від відшкодування збитків. Сполучені Штати давно намагались придбати в Іспанії Флориду, але лише в 1818 році в іспанських колоніях склалась така нагода. Іспанська метрополія була виснажена війною на півострові, а в американських колоніях Іспанії почалися революції. Іспанський уряд побоювався щодо ситуації на кордоні між Сполученими Штатами й іспанською колонією Мексики. У Флориді практично не було іспанських державних або військових структур. Семіноли вільно перетинали кордон і грабували американські поселення. Під час першої війни з семінолами, Ендрю Джексон переслідував індіанців на території Флориди, атакував і захопив іспанські форти. Іспанці попросили втрутитися британців, але Англія відмовилася брати учать у перемовинах між Іспанією та США. Деякі члени кабінету Монро вимагали відставки Джексона, проте Адамс побачив інший поворот: дії Джексона дали Сполученим Штатам перевагу на переговорах, продемонструвавши слабкість Іспанії. Через тиждень надійшла відповідь Адамса, яка практично завершила обговорення цього питання. 22 лютого 1819 року тривалі перемовини між Сполученими Штатами та Іспанією закінчилися підписанням «трансконтинентального договору» про дружбу, врегулювання конфлікту й кордони.
10 липня 1821 року набрав чинності договір Адамса — Оніса, за яким Іспанія передала Флориду США в обмін на відмову останніх від домагань на Техас. В 1845 році Флорида стала 27-м штатом США.

## Географія та клімат
Флорида — найпівденніший материковий штат США. Площа Флориди 152 000 км²
Рельєф низовинний (на півдні болота), 50 % площі вкрито лісами, є великі озера (наприклад, Окехобі площею 1000 км²). З природоохоронних територій найвідоміший національний парк Еверглейдс площею 6000 км².
Серед найбільших річок Індіан, Сент-Джонс, Сент-Мерис, Чаттахучі.
На більшій частині штату клімат вологий субтропічний, на півдні — тропічний. Щорічно Флорида потерпає від ураганів.

## Природа

### Фауна
На території Флориди та в її прибережних водах можна зустріти багатьох представників фауни, серед яких:
Морські ссавці: афаліна звичайна, гринда короткоплавцева, Eubalaena glacialis, ламантин американський.
Ссавці: флоридська пума, лонтра канадська, Sylvilagus floridanus, ракун, скунс смугастий, вивірка, олень білохвостий, лисиця звичайна, сіра лисиця, койот, свиня дика, Ursus americanus floridanus, Dasypus novemcinctus, опосум віргінський.
Рептилії: гримучник діамантовий, Sistrurus miliarius barbouri, гофер-поліфем, зелена та шкіряста черепаха, індигова змія. 2012 року в штаті було близько мільйона американських алігаторів і 1500 гостромордих крокодилів.
Птахи: сапсан, орлан білоголовий, фламінго червоний, шуліка-слимакоїд червоноокий, скопа, рогодзьобий та бурий пелікан, мартин, журавель американський та канадський, косар рожевий, ібіс білий, Aphelocoma coerulescens (ендемік штата) та ін. Флорида є місцем зимівлі багатьох видів птахів східної Північної Америки.
Внаслідок зміни клімату з'явилася невелика кількість декількох нових видів, які зазвичай є місцевими для прохолодніших районів на півночі, у тому числі: сова біла, пуночка, гагарка. Вони спостерігалися у північній частині штату.
Безхребетні: терміти, Camponotus, Periplaneta americana, африканізована бджола, Cyclargus thomasi bethunebakeri.
У Флориді можна зустріти понад 500 видів немісцевих тварин і більш ніж 1000 видів немісцевих комах. Деякі екзотичні види, що живуть у Флориді: пітон бірманський, ігуана звичайна, хамелеон єменський, Cichla, Mayaheros urophthalmus, крилатка, носуха звичайна, макака резус, Chlorocebus pygerythrus, райка кубинська, ага, павич звичайний та багато інших.

### Флора
У Флориді налічується близько 3000 різних видів польових квітів. За цим показником Флорида займає третє місце в США, поступаючись лише Каліфорнії та Техасу, які набагато більші за площею. У Флориді дикорослі популяції кокосових пальм тягнуться по східному узбережжю від Кі-Веста до затоки Джупітер і по західному узбережжю від острова Марко до Сарасоти. На багатьох маленьких коралових островах архіпелагу Флорида-Кіс зростає багато кокосових пальм, які виросли з принесених океанськими течіями кокосових горіхів.
1981 року мангрові зарості займали приблизно 1700—2200 км² у Флориді. Дев'яносто відсотків мангрових лісів знаходяться на півдні штату в округах Колльєр, Лі, Маямі-Дейд і Монро.

### Флоридський риф
Флоридський риф є єдиним живим кораловим бар'єрним рифом у континентальній частині Сполучених Штатів. Він також є третьою за величиною системою бар'єрних коралових рифів у світі після Великого Бар'єрного рифа і Белізького бар'єрного рифа. Більша частина рифа знаходиться в парку штату Кораловий риф Джона Пеннекампа, який був першим підводним парком у Сполучених Штатах. У парку багато тропічної рослинності, морських мешканців і морських птахів. Флоридський риф тягнеться також через інші парки та заповідники, у тому числі через Національний парк Драй-Тортугас, Національний парк Біскейн і Національний морський заповідник Флорида-Кіс. Майже 1400 видів морських рослин і тварин, у тому числі понад 40 видів коралів і 500 видів риб, мешкають на Флоридському рифі.

## Населення
У штаті Флорида станом на 2020 рік мешкало 21,538,187 осіб. За етнічним складом: 75 % білих, 16 % афроамериканців, 2,7 % вихідців з Азії.
У штаті мешкає значна українська діаспора (станом на 2020 рік — 42 754 українців). Українські осередки розташовані в Маямі, Сент-Пітерсберзі, Апопці тощо. Українських католицьких парафій налічують 2, православних — 1, закарпатських — 5. У Норт-Порті збудовано український релігійно-культурний осередок Святого Андрія.
Відомі люди: Кріс Еверт, Джеймс Джонсон, Сідней Пойтер, Філіп Рендольф.

### Мовний склад населення
| Мова          | Частка людей старше 5 років, % |
| ------------- | ------------------------------ |
| Англійська    | 73,36                          |
| Іспанська     | 19,54                          |
| Креольська    | 1,84                           |
| Французька    | 0,60                           |
| Португальська | 0,50                           |
| Німецька      | 0,42                           |
| Тагальська    | 0,31                           |
| В'єтнамська   | 0,31                           |
| Італійська    | 0,31                           |
| Арабська      | 0,22                           |
| інші          | 2,59                           |

### Расово-етнічний склад населення[17]
|                                             | 2000, % | 2010, % | 2020, % |
| ------------------------------------------- | ------- | ------- | ------- |
| білі (без врахування латиноамериканців)     | 65,4    | 57,9    | 51,5    |
| окремо латиноамериканці                     | 16,8    | 22,5    | 26,5    |
| чорні                                       | 14,2    | 15,2    | 14,5    |
| азіати та вихідці з тихоокеанських островів | 1,7     | 2,4     | 3,0     |
| корінні американці                          | 0,3     | 0,3     | 0,2     |
| інша раса                                   | 0,2     | 0,3     | 0,6     |
| змішані раси (мультираса)                   | 1,5     | 1,6     | 3,7     |

## Економіка
Флорида — регіон з розвинутою рекреацією (з відомим пляжем Маямі-Біч). Тут знаходяться парк «Дісней Ворлд» і Космічний центр імені Кеннеді на мисі Канаверал; вирощуються цитрусові, баштанні, овочі, риба, устриці; виробляються фосфати, хімікати, електричне й електронне устаткування.
У 2005 році валовий внутрішній продукт становив 596 млрд доларів США.

## Адміністративний устрій
Штат поділений на 67 округів.
У законодавчих зборах штату є дві палати — сенат з 40 членів і палата представників, що налічує 120 членів.

### Найбільші міста

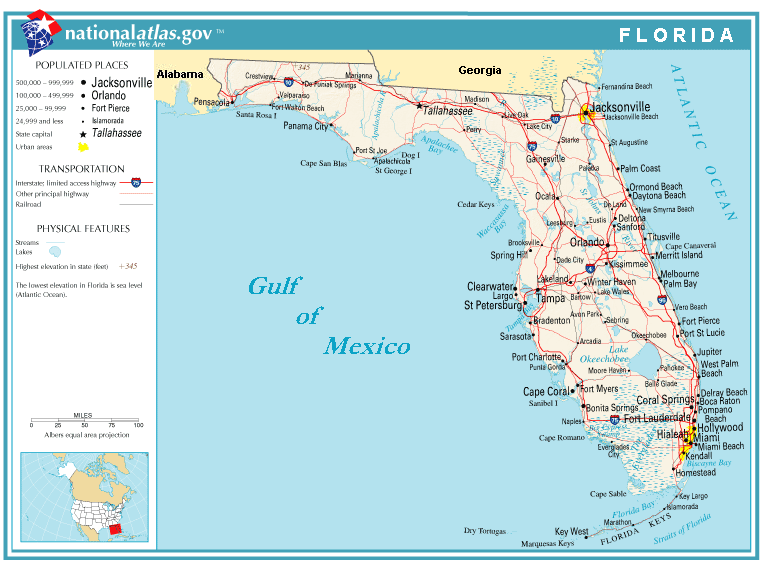
Мапа Флориди, зображені головні міста і шляхи

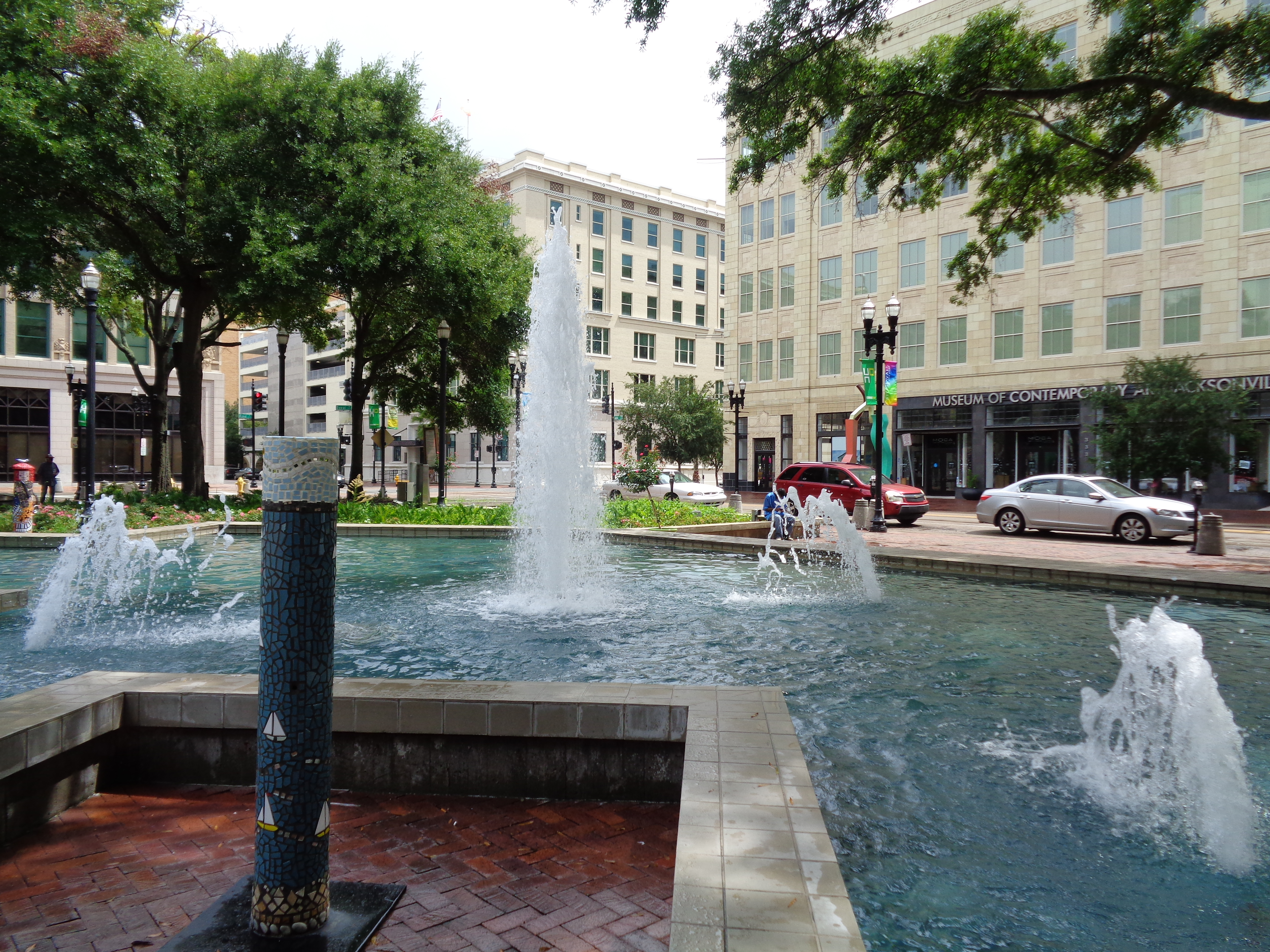
Джексонвілл, найбільше місто Флориди

| Місто           | Населення, осіб | Рік  | Округ      |
| --------------- | --------------- | ---- | ---------- |
| Джексонвілл     | 821784          | 2010 | Дювал      |
| Маямі           | 413892          | 2012 | Маямі-Дейд |
| Тампа           | 335709          | 2010 | Хіллсборо  |
| Сент-Пітерсбург | 248098          | 2008 | Пінеллас   |
| Орландо         | 238300          | 2009 | Орандж     |
| Хаяліа          | 209971          | 2010 | Маямі-Дейд |
| Таллахассі      | 181376          | 2010 | Леон       |
| Форт-Лодердейл  | 165521          | 2010 | Бровард    |
| Порт-Сент-Люсі  | 155251          | 2009 | Сент-Люсі  |
| Пемброк-Пайнс   | 154750          | 2010 | Бровард    |
| Кейп-Корал      | 154305          | 2010 | Лі         |
| Голлівуд        | 140768          | 2010 | Бровард    |
| Мірамар         | 122041          | 2010 | Бровард    |
| Корал-Спрінгс   | 121096          | 2010 | Бровард    |
| Гейнсвілл       | 114375          | 2009 | Алачуа     |
| Клірвотер       | 108687          | 2005 | Пінеллас   |
| Маямі-Гарденс   | 107167          | 2010 | Маямі-Дейд |
| Палм-Бей        | 100786          | 2008 | Бревард    |

## Злочинність
Рівень злочинності в штаті більший за середній по країні. Проте, за останні роки він йде на спад. Піковий період припав на 2006—2007 рр. У 2017 році було зафіксовано 711 831 скоєний злочин. Для прикладу, у 2007 році було 1 126 524 арешти, а вже у 2017 — 711 831.